# 도요 대학
도요 대학(일본어: 東洋大学)은 일본 도쿄도 분쿄구, 사이타마현 아사카시, 사이타마현 가와고에시, 군마현 이타쿠라정에 있는 유명 사립 대학이다.
1887년 이노우에 엔료에 의해 세워진 철학 학교인 사립 철학관(私立哲学館)이 전신이 되어 설립된 대학이자, 일본 최초의 남녀공학 계열 대학 중 하나이다. 당시 철학에 대한 학교는 기독교나 불교의 각 종파에 의해서 설립된 것이 많아, 제국대학을 제외하면 일본에서 유일한, 비종교계의 학교로서 학생이 모였다. 전후에는 철학의 사상을 모체로 한 종합대학으로서 확장을 계속해 현재는 4개 캠퍼스에 9개 학부를 가지는 종합대학이 되었다.
대학의 정신은 "여러 학문의 기초는 철학에 있다"라는 말이다.
일본의 대학에서는 유일하게, 인도 철학과를 설치하고 있다.또, 중국 철학 문학과도 중국 철학에 관한 전문 학과로서는 일본 유일한 학과이다.국제 지역 학부에 설치되어 있는 국제 관광 학과는 일본에서 제일 최초로 개설된 관광에 관한 전문 학과인 단기대학부 관광 학과(1963년 설치)가 개편 한 것으로 일본 유수한 역사를 가지고 있다.
1987년에 스타트한 현대 학생백명 일수는, 각종 미디어로 다루어지는 것이 많다. 또 대학 주최의 일본의 학생을 대상으로 한 각종 이벤트의 선구가 되었다.
일본 문부성이 지정한 슈퍼 글로벌 대학 중 글로벌화 견인형 대학으로 지정되어 일본 정부의 재정 지원을 받고 있다.

## 같이 보기
- 일본의 대학 목록